# John Patrick Cody
John Patrick Cody (Saint Louis, 24 dicembre 1907 – Chicago, 25 aprile 1982) è stato un cardinale e arcivescovo cattolico statunitense.

## Biografia
Nasce a Saint Louis il 24 dicembre 1907 da Thomas Joseph e Mary Begley.
Dopo un primo periodo di studi nella città natale, nel 1926 prosegue la formazione presso il Pontificio collegio americano del Nord a Roma. Nel 1928 ottiene il dottorato in filosofia e, quattro anni dopo, quello in teologia presso la Pontificia università urbaniana.
Ordinato sacerdote nel 1931, Cody presta servizio quale officiale del Pontificio collegio americano del Nord e presso la segreteria di Stato vaticana. Nel 1938 consegue il dottorato in diritto canonico presso il Pontificio ateneo romano "Sant'Apollinare". Tornato negli Stati Uniti è dapprima segretario personale dell'arcivescovo di Saint Louis John Joseph Glennon fino al 1940, quando diventa cancelliere dell'arcidiocesi. Accompagnerà l'arcivescovo Glennon in Vaticano in occasione della nomina cardinalizia di quest'ultimo.
Nel 1947 viene nominato vescovo ausiliare di Saint Louis e titolare di Apollonia, venendo consacrato dall'arcivescovo Joseph Ritter nella cattedrale di Saint Louis, co-consacranti i vescovi George Joseph Donnelly e Vincent Stanislaus Waters. Il 27 gennaio 1954 è nominato vescovo coadiutore di Saint Joseph, in Missouri, succedendo alla medesima sede due anni più tardi.
Nel 1961 è nominato arcivescovo coadiutore di New Orleans, diventandone amministratore apostolico a partire dal primo giugno 1962 e succedendo per coadiutoria l'8 novembre 1964. Acquisì una certa notorietà a livello nazionale in relazione alla volontà del suo predecessore di desegregare le scuole cattoliche in territorio diocesano, con la quale Cody non era completamente concorde. Nonostante ciò, non prese provvedimenti in merito.
Il 14 giugno 1965 è nominato arcivescovo metropolita di Chicago, e prende possesso della diocesi il successivo 24 agosto. L'episcopato di Cody a Chicago è segnato da numerosi conflitti e controversie legati sia alla sua amministrazione finanziaria dei beni diocesani talvolta poco trasparente, sia ad una presunta relazione sentimentale con Helen Dolan Wilson, che era ritenuta essere sua amante e che avrebbe ricevuto dal porporato statunitense somme di denaro in svariate occasioni. Inoltre, Cody si troverà spesso in contrasto con l'episcopato e con il delegato apostolico negli Stati Uniti, Jean Jadot.
Papa Paolo VI lo eleva al rango di cardinale nel concistoro del 26 giugno 1967. Partecipa ai conclavi dell'agosto e dell'ottobre 1978.
Muore a Chicago il 25 aprile 1982 all'età di 74 anni.

## Genealogia episcopale e successione apostolica
La genealogia episcopale è:
- Cardinale Scipione Rebiba
- Cardinale Giulio Antonio Santori
- Cardinale Girolamo Bernerio, O.P.
- Arcivescovo Galeazzo Sanvitale
- Cardinale Ludovico Ludovisi
- Cardinale Luigi Caetani
- Cardinale Ulderico Carpegna
- Cardinale Paluzzo Paluzzi Altieri degli Albertoni
- Papa Benedetto XIII
- Papa Benedetto XIV
- Cardinale Enrico Enriquez
- Arcivescovo Manuel Quintano Bonifaz
- Cardinale Buenaventura Córdoba Espinosa de la Cerda
- Cardinale Giuseppe Maria Doria Pamphilj
- Papa Pio VIII
- Papa Pio IX
- Cardinale Raffaele Monaco La Valletta
- Cardinale Diomede Angelo Raffaele Gennaro Falconio, O.F.M.Ref.
- Vescovo Joseph Chartrand
- Cardinale Joseph Elmer Ritter
- Cardinale John Patrick Cody

La successione apostolica è:
- Vescovo Mário Roberto Emmett Anglim, C.SS.R. (1966)
- Vescovo Juan Conway McNabb, O.S.A. (1967)
- Vescovo Michael James Dempsey, O.P. (1967)
- Vescovo Thomas Joseph Grady (1967)
- Arcivescovo John Lawrence May (1967)
- Vescovo William Edward McManus (1967)
- Vescovo Raymond James Vonesh (1968)
- Vescovo Alfred Leo Abramowicz (1968)
- Vescovo Michael Ryan Patrick Dempsey (1968)
- Vescovo Edward William O'Rourke (1971)